# Luis Torres Robledo
Luis Ramón Torres Robledo (Tacna, 1955) es un empresario y político peruano. Fue alcalde de Tacna entre 1999-2002, y 2007-2010. En 2015 vuelve a convertirse alcalde de Tacna sumando así un tercer periodo en el cargo para el 2015-2018.

## Biografía
Luis Torres Robledo nació en Tacna, el 15 de agosto de 1955. Realizó sus estudios primarios y secundarios en el Colegio Cristo Rey de Tacna. Estudió Administración Bancaria en el Instituto Superior Tecnológico Francisco Gonzáles de Paula Vigil, entre 1987 y 1989. 
Trabajó como Superior Administrativo en Southern Peru Cooper Corporation entre  marzo de 1976 y marzo de 1992. En 1993 fue Presidente del Directorio de la Empresa Municipal de Terminales Terrestres de Tacna S.A., y en 1996 Director de la Entidad Prestadora de Servicios de Saneamiento Tacna S.A. Desde abril de 1987 hasta diciembre de 2005 fue Gerente General de Vitivinícola Torres SRL, y de Vega Corporación S.A., entre julio de 2003 y agosto de 2004.
Se inicia su participación política como Regidor del Concejo Provincial de Tacna, para el periíodo 1993-1995, por el Movimiento Nueva Mayoría.
Funda el Movimiento Independiente Regional Tacna Unida y el año 1998 postula y alcanza la alcaldía provincial de Tacna para el periodo 1999-2002, y luego para el periodo 2007-2010. En las elecciones regionales y municipales del Perú de 2010 postula nuevamente al mismo cargo, no obteniéndolo.
En las elecciones regionales de 2018 participa por Movimiento Independiente Regional Tacna donde obtuvo en primera vuelta el 16.44% de los votos, disputará una segunda vuelta con el candidato Juan Tonconi de Acción por la Unidad Tacna.

## Investigaciones por corrupción
En noviembre de 2018 fue detenido por presuntamente formar parte de una organización criminal "Los Limpios de Tacna" dedicada al tráfico de terrenos. Según la presidenta de la Junta de Fiscales Superiores de Tacna, María Romero Ríos, cuenta con 152 investigaciones en su despacho y 300 vídeos de evidencia.
El 12 de diciembre de 2018 fue enviado a prisión preventiva de 18 meses junto con Jorge Infantas que lo sustituyó en el cargo de Alcalde, y ocho regidores de la comuna tacneña, pero fue se ordenó su excarcelación al mes siguiente. Convirtió el municipio provincial en la guarida de funcionarios y empleados corruptos a su merced. Acorde al Ministerio Público, solicitó al juez de la sección regional cometía delitos de corrupción como colusión, cohecho y organización criminal.
Acorde a las investigaciones, Torres Robledo construyó una red de corrupción fuera del municipio que comprometía a fiscales, jueces y policías en licitar las playas Los Arenales y Los Hornos. También era respaldado por periodistas de diferentes medios de comunicación oficialistas como Radio Uno dirigida por Fernando Rondinel Diaz, el diario Correo a quien donó ilegalmente terrenos cuando lo dirigía Mario Pautrat Calderón (posteriormente director del diario Sin Fronteras. Torres Robledo, Pautrat y Rondinel habrían realizado vacaciones  a Panamá que aún no han sido investigados. Este incluyó grabaciones de posibles sobornos, en que respondió que en «mi casa puedo hacer lo que me da la gana».
En diciembre de 2019 el fiscal a cargo José Luis Vega Pilco fue inhabilitado a ejercer hasta resolver su presunto soborno. En abril de 2022 Quinto Juzgado de Investigación Preparatoria de Tacna resolvió en realizar el embargo preventivo.